# Weberbauera
Weberbauera là chi thực vật có hoa trong họ Cải.